# Mali Raznokol
Mali Raznokol - Малый Разнокол (rus) - és un khútor del krai de Krasnodar, a Rússia. Es troba al delta del riu Kuban. És a 30 km al nord d'Anapa i a 121 km a l'oest de Krasnodar.
Pertany al poble de Iurovka.